# Düwag GT8ZR typ O
Niektóre z zamieszczonych tu informacji od 2022-09 wymagają weryfikacji.
Dokładniejsze informacje o tym, co należy poprawić, być może znajdują się w dyskusji tego artykułu.
 Po wyeliminowaniu niedoskonałości należy usunąć szablon {{Dopracować}} z tego artykułu.
Düwag GT8ZR (niem. ZR – Zwei Richtungen, pol. Dwukierunkowy, pot. Challenger) – typ tramwaju dwukierunkowego wyprodukowanego w 1969 roku przez niemiecką firmę Düsseldorfer Waggonfabrik dla przedsiębiorstwa komunikacyjnego we Frankfurcie nad Menem (Verkehrsgesellschaft Frankfurt).

## Historia
W związku z budową w 1969 roku linii Frankfurt - Offenbach, która w mieście Offenbach została zakończona na ślepo bez możliwości zawrócenia ani trójkątowania zwykłych wagonów, konieczne stało się kupno wagonów dwukierunkowych mogących obsługiwać tę trasę. Żadna firma jednak nie produkowała wtedy wagonów dwukierunkowych, dlatego zwrócono się do fabryki Düsseldorfer Waggonfabrik aby opracowała i wyprodukowała tramwaj dwukierunkowy na bazie już produkowanego dla Frankfurtu wagonu GT8 typ N. Verkehrsgesellschaft Frankfurt zdecydowało się na zakup 8 takich wagonów, kupno było finansowane przez oba miasta. W połowie lat 70. XX w., po wyparciu wagonów serii "O" przez serię "Pt", wagony były eksploatowane w ruchu miejskim.

## Konstrukcja
Wagon typu GT8ZR (we Frankfurcie oznaczany jako seria "O") powstał na bazie końcówki serii GT8 typ "N", wykorzystano w nim taki sam osprzęt elektryczny dla każdego kierunku jazdy, wszystko jest także odpowiednio zabezpieczone przed przypadkowym zwarciem w czasie przełączania kierunku jazdy. Wagon wyposażony jest w cztery pary drzwi (2 podwójne oraz 2 pojedyncze, układ 1-2-2-1) po obydwu stronach pojazdu. W drzwiach zamontowano fotokomórki uniemożliwiające przytrzaśnięcie pasażera, jednak tak jak w serii "N" drzwi zamykane są przez motorniczego. Wagon osadzony jest na 4 wózkach skrętnych, z których 2 są napędowe, a 2 toczne, tramwaj wyposażono w hamulec elektromagnetyczny szynowy (wszystkie 4 wózki) i tarczowy elektryczny (postojowy)(wózek I i IV). Posiada dwa pantografy, z zabezpieczeniem na wypadek podniesienia obu odbieraków (w takim wypadku nie ma możliwości załączenia tramwaju). Niestety nie ma także możliwości jazdy kabiną A na pantografie B, taka funkcja na wypadek uszkodzenia pantografu została wprowadzona w wagonach Düwag GT8S.
| GT8 typ O    | GT8 typ O     | GT8 typ O     | GT8 typ O                             |
| Numer boczny | Rok produkcji | Rok wycofania | Uwagi                                 |
| ------------ | ------------- | ------------- | ------------------------------------- |
| 901          | 1969          | 2004          | Sprzedany do MPK Poznań               |
| 902          | 1969          |               | Jako wagon historyczny o numerze #111 |
| 903          | 1969          | 2004          | Sprzedany do MPK Poznań               |
| 904          | 1969          | 2004          | Sprzedany do MPK Poznań               |
| 905          | 1969          | 2004          | Sprzedany do MPK Poznań               |
| 906          | 1969          | 2004          | Sprzedany do MPK Poznań               |
| 907          | 1969          | 2004          | Sprzedany do MPK Poznań               |
| 908          | 1969          |               | Jako wagon historyczny o numerze #110 |

## Düwag GT8ZR w Poznaniu
| GT8 typ O (Frankfurt nad Menem) | GT8 typ O (Frankfurt nad Menem) | GT8 typ O (Frankfurt nad Menem) | GT8 typ O (Frankfurt nad Menem) | GT8 typ O (Frankfurt nad Menem) | GT8 typ O (Frankfurt nad Menem) | GT8 typ O (Frankfurt nad Menem) | GT8 typ O (Frankfurt nad Menem) | GT8 typ O (Frankfurt nad Menem)                | GT8 typ O (Frankfurt nad Menem)                          |
| Numer w Poznaniu                | Numer we Frankfurcie            | Osprzęt elektryczny             | Liczba i moc silników           | Ilość drzwi                     | Rok produkcji                   | Rozpoczęcie eksploatacji        | Zakończenie eksploatacji        | Macierzysta zajezdnia                          | Uwagi                                                    |
| ------------------------------- | ------------------------------- | ------------------------------- | ------------------------------- | ------------------------------- | ------------------------------- | ------------------------------- | ------------------------------- | ---------------------------------------------- | -------------------------------------------------------- |
| 901                             | 901                             | SSW/AEG                         | 2 x 110 kW                      | 4                               | 1969                            | 2005.05.12                      | 2019.05.05                      | WS-2 Madalińskiego do 14.12.2014, WS-2 Franowo |                                                          |
| 903                             | 903                             | SSW/AEG                         | 2 x 110 kW                      | 4                               | 1969                            | 2005.03.11                      |                                 | WS-2 Madalińskiego do 14.12.2014, WS-2 Franowo |                                                          |
| 904                             | 904                             | SSW/AEG                         | 2 x 110 kW                      | 4                               | 1969                            | 2005.04.19                      |                                 | WS-2 Madalińskiego do 14.12.2014, WS-2 Franowo |                                                          |
| 905                             | 905                             | SSW/AEG                         | 2 x 110 kW                      | 4                               | 1969                            | 2005.04.26                      | 2020.03.02                      | WS-2 Madalińskiego do 14.12.2014, WS-2 Franowo | wagon przystosowany do obsługi linii nocnej. Po wypadku. |
| 906                             | 906                             | SSW/AEG                         | 2 x 110 kW                      | 4                               | 1969                            | 2005.05.04                      | 2020.03.02                      | WS-2 Madalińskiego do 14.12.2014, WS-2 Franowo | wagon przystosowany do obsługi linii nocnej. Po wypadku. |
| 907                             | 907                             | SSW/AEG                         | 2 x 110 kW                      | 4                               | 1969                            | 2005.04.22                      |                                 | WS-2 Madalińskiego do 14.12.2014, WS-2 Franowo | Przyszły wagon zabytkowy                                 |

W związku z licznymi remontami infrastruktury tramwajowej, MPK Poznań zdecydowało się w 2005 roku na zakup 6 wycofywanych z eksploatacji wagonów dwukierunkowych GT8ZR serii „O” (#901, #903…#907). We Frankfurcie nad Menem pozostały dla celów historycznych dwa wagony GT8ZR serii „O” #902 i #908. W Poznaniu wagony zachowały oryginalną numerację z Frankfurtu oraz malowanie, w 2012 roku wagon #906 zyskał malowanie zakładowe MPK Poznań. Sprowadzenie wagonów umożliwiło uruchomienie linii wahadłowych, co znacznie poprawia wydolność przewozową podczas utrudnień spowodowanych modernizacjami np. rond czy skrzyżowań dzięki temu, że wagony nie potrzebują tradycyjnych pętli. Z powodzeniem były wykorzystywane podczas remontu ronda Śródka w Poznaniu, budowy trasy tramwajowej na Franowo, remontu skrzyżowania ulic Głogowskiej i Hetmańskiej, odcięciu pętli przy ulicy Piątkowskiej, a także przebudowy ul. Grunwaldzkiej. Od 23 września 2013, na czas przebudowy węzła na Moście Teatralnym kursowały na linii wahadłowej 28 od ulicy Święty Marcin do ronda Śródka. Gdy nie ma remontów wykorzystywane są w ruchu regularnym.
Po oficjalnym pożegnaniu wagonów GT8 w listopadzie 2019 roku, GT8ZR są jedynymi kursującymi liniowo tramwajami produkcji Düwag w Poznaniu.
3 lutego 2020 roku, wagon #906 najechał na wagon #905 z prędkością około 50 km/h w okolicy osiedla Winiary.

## Zdjęcia

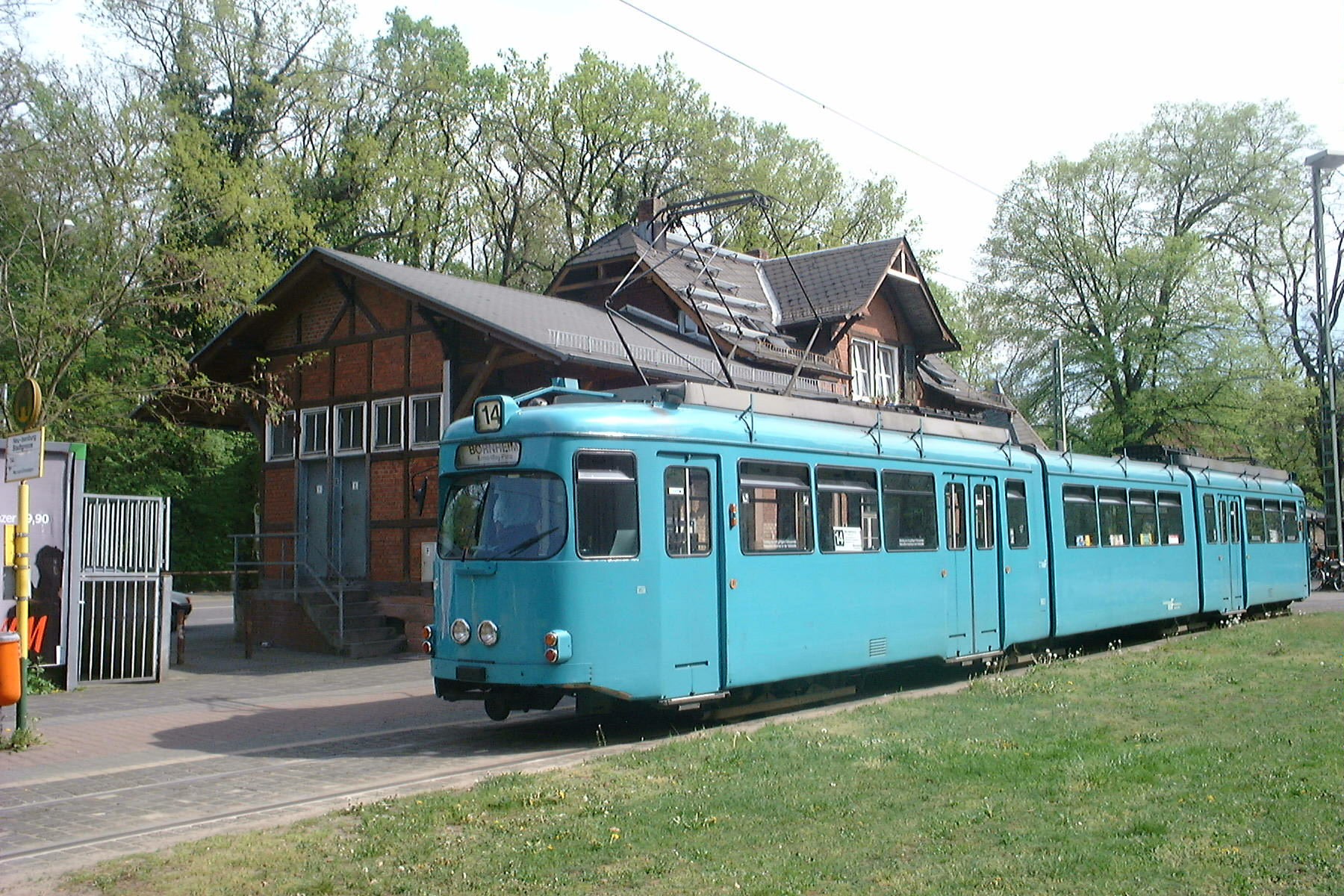
Düwag GT8ZR na linii nr 14 we Frankfurcie nad Menem, 2004 r.
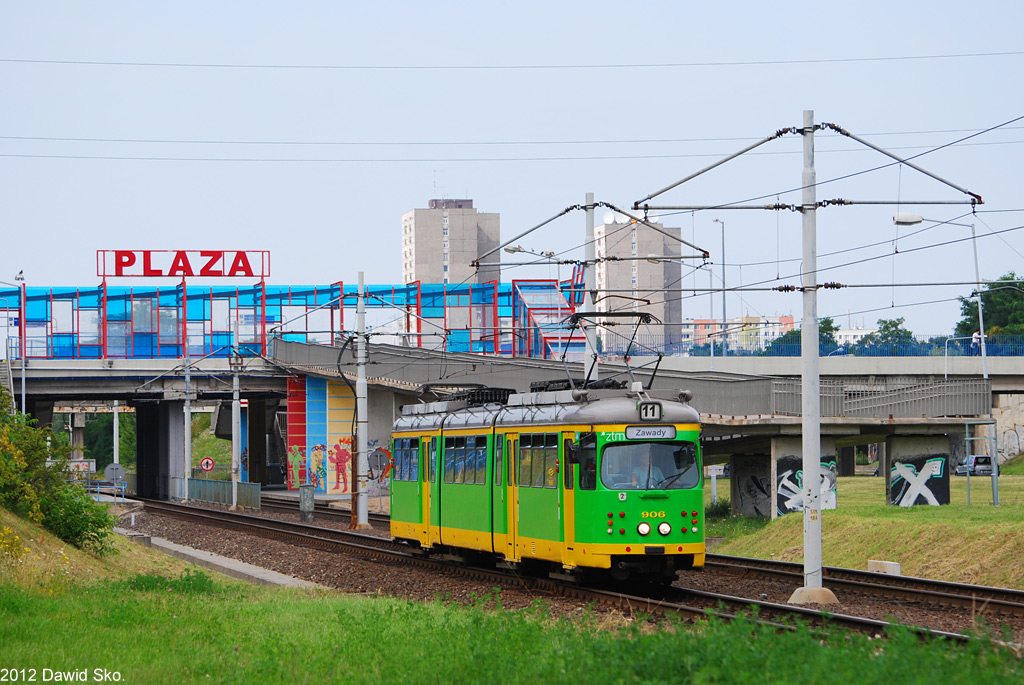
GT8ZR #906 w Poznaniu, 2012 r.
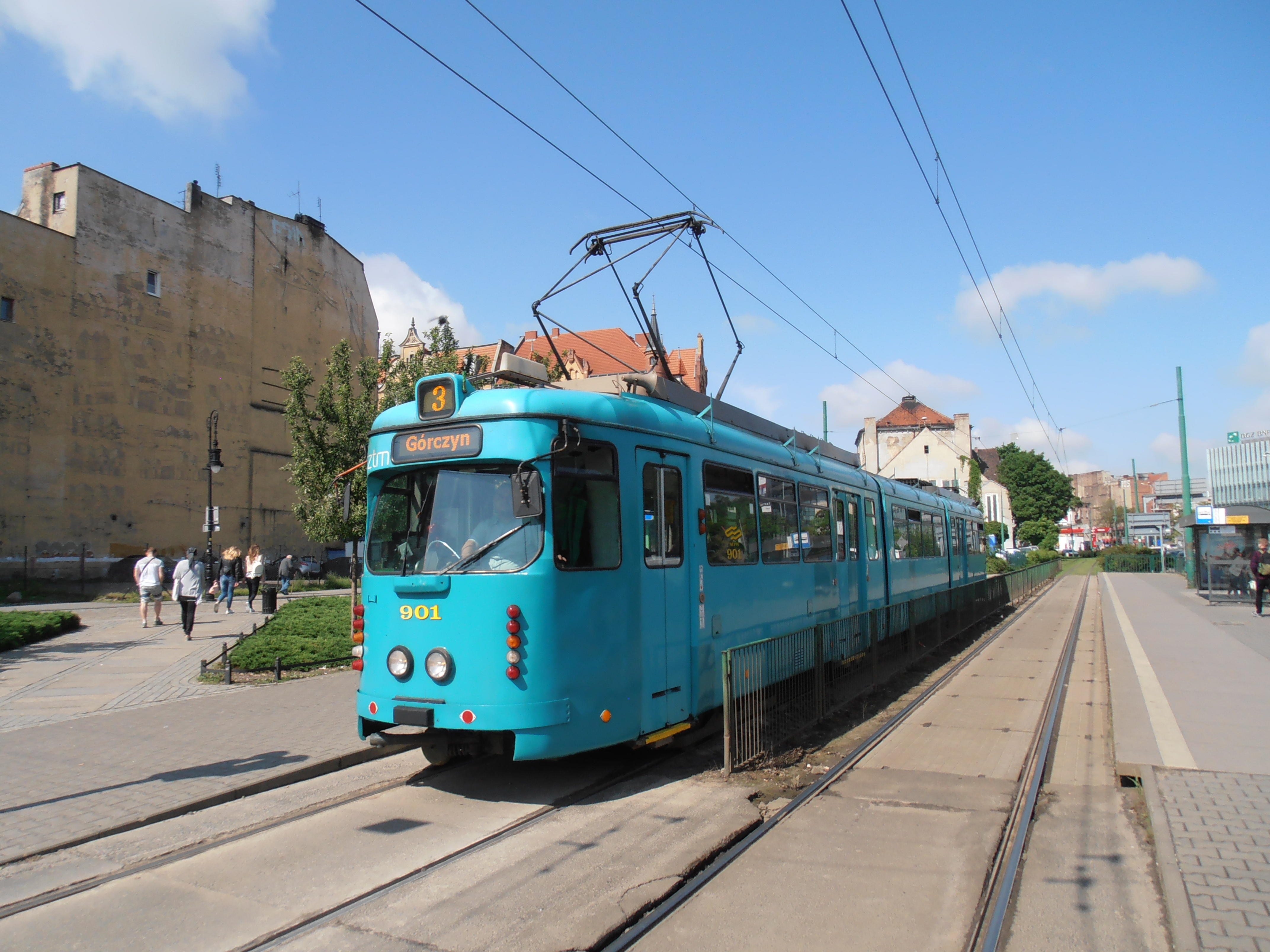
Düwag GT8ZR na linii nr 3 w Poznaniu, 2017 r.
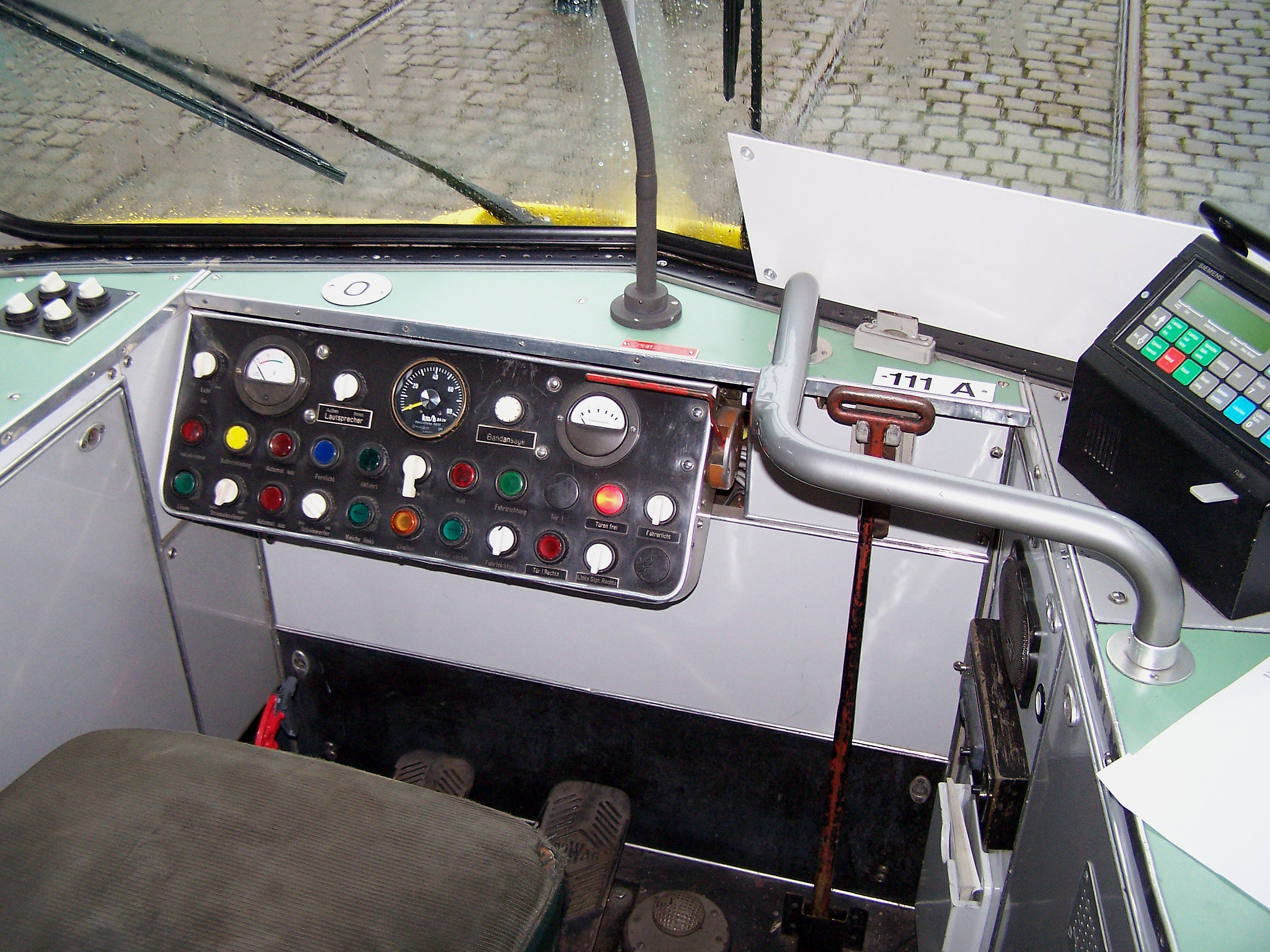
Pulpit wagonu GT8ZR #902